# Solenophora purpusii
Solenophora purpusii là một loài thực vật có hoa trong họ Tai voi. Loài này được Brandegee miêu tả khoa học đầu tiên năm 1914.